# 1. Divisionen
1. Divisionen är en division inom svenska armén som verkat sedan 2022. Förbandsledningen är förlagd i Skövde garnison i Skövde.

## Historik
1. Divisionen är ett förband inom svenska armén som bildades 2022 som följd av försvarsbeslutet 2020 för åren 2021–2025, då antalet brigader ökades från två till fyra och divisionen återinfördes som högre ledningsnivå. Hösten 2022 befordrade arméchefen Karl Engelbrektson överste Rickard Johansson, som dessutom är chef för Markstridsskolan, till brigadgeneral. Med befordringen utsågs Johansson samtidigt till chef för 1. divisionen. Att divisionschefen dessutom är chef för Markstridsskolan, bygger på sambandet mellan Markstridsskolans uppdrag att utveckla divisionen och divisionschefen uppgift att leda den i krigsorganisationen.

## Ingående enheter
1. Divisionen utvecklas åren 2021–2025.
- 1. Divisionsstaben
- 1. Divisionstabsbataljonen
- 1. Divisionstelekrigbataljon
- 1. Divisionsunderhållsbataljonen [a]
- 1. Divisionsingenjörbataljonen [b]

## Förbandschefer

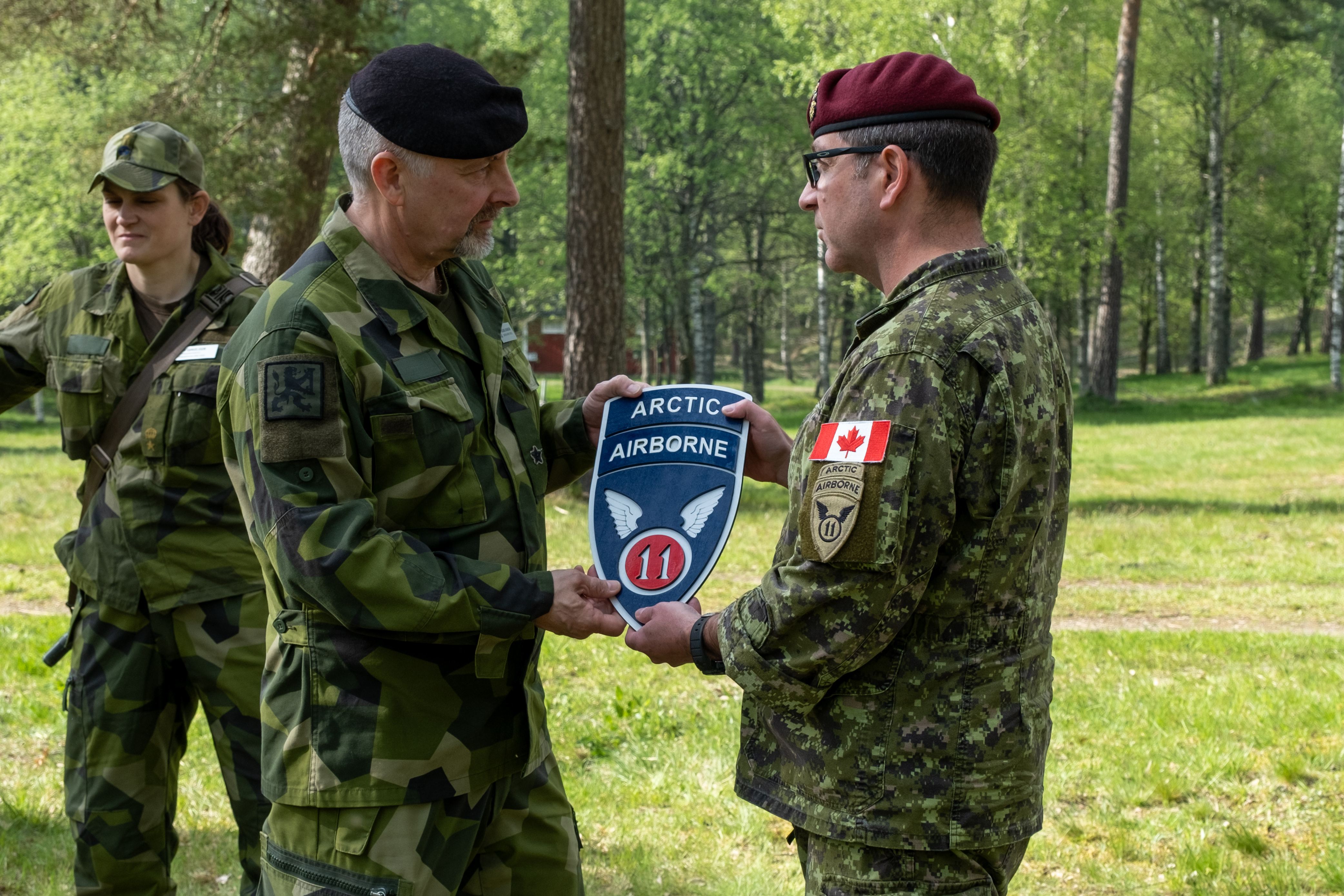
Brigadgeneral Rickard Johansson (mitten) som chef för 1. Divisionen i maj 2024.

Förbandschefen tituleras divisionschef och har tjänstegraden brigadgeneral. Åren 2022–2024 var chefen tillika chef för Markstridsskolan.
- 2022–2025: Brigadgeneral Rickard Johansson[d]
- 2025–20xx: Brigadgeneral Michael Carlén[e]

## Namn, beteckning och förläggningsort
| 1. divisionen | 2022-09-01? | – |  |

| 1. div | 2022-09-01? | – |  |

| Skövde garnison (F) | 2022-09-01? | – |  |